# Palmvin

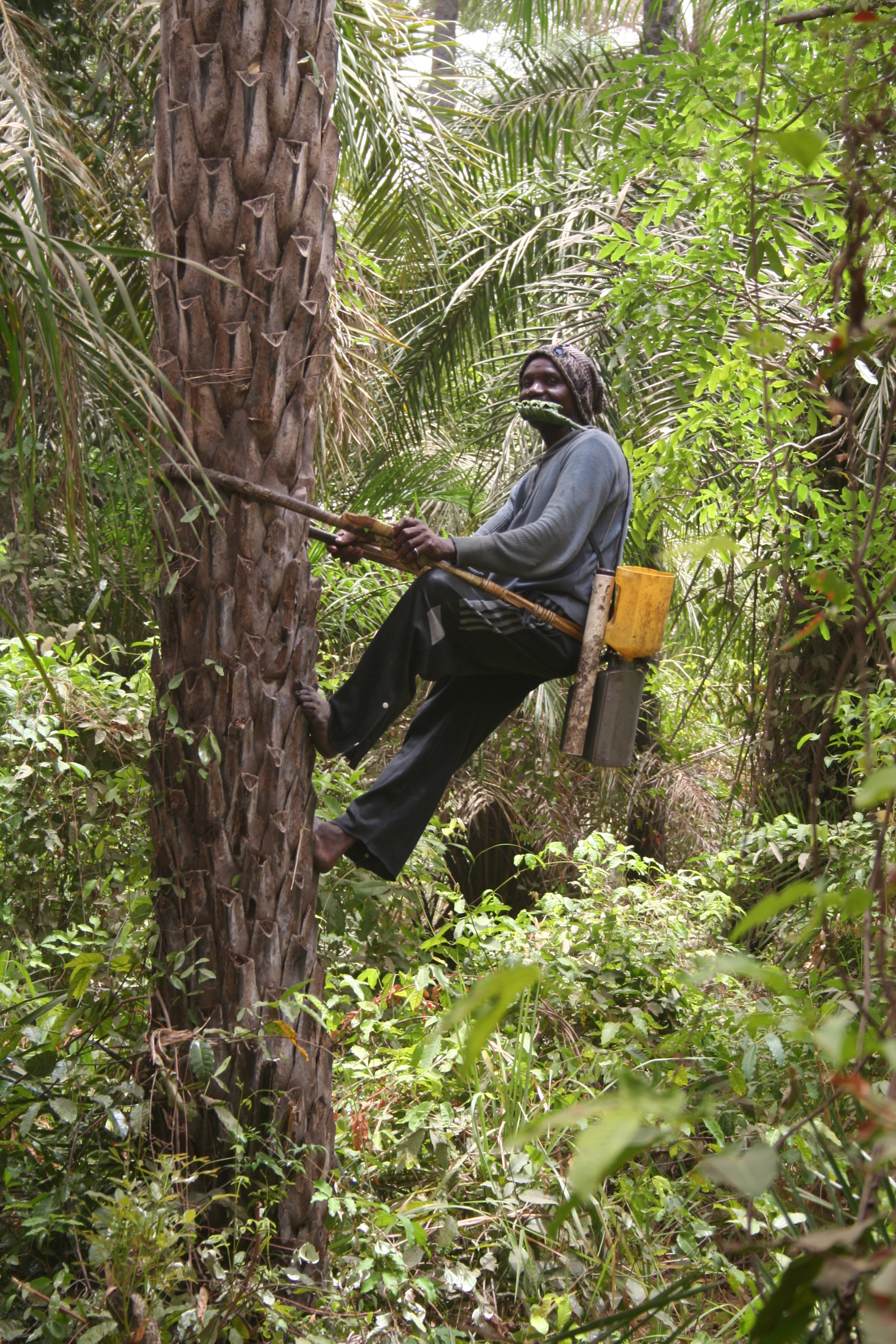
Utvinning av palmvin i Senegal

Palmvin är en alkoholhaltig dryck (även kallad "toddy") som är utvunnen ur stammens sav eller ur blomkolvarna hos vissa palmarter, främst ur släktena Borassus, Mauritia, Arenga, Caryota och Nypa fruticans.
Drycken tillverkas i olika delar av Afrika och Asien.